# Barninek
Barninek – osada wsi Dobiesławiec w Polsce, położona w województwie zachodniopomorskim, w powiecie koszalińskim, w gminie Będzino.
W latach 1975–1998 Barninek położony był w województwie koszalińskim.